# Asarcus
Genre
Synonymes
- Opisthoplites Sørensen, 1884
- Bogdana Mello-Leitão, 1940
- Cnemoleptes Mello-Leitão, 1941

Asarcus est un genre d'opilions laniatores de la famille des Gonyleptidae.

## Distribution
Les espèces de ce genre sont endémiques du Brésil. Elles se rencontrent dans les États de São Paulo, de Rio de Janeiro et du Minas Gerais.

## Liste des espèces
Selon World Catalogue of Opiliones (17/08/2021) :
- Asarcus ingenuus (Mello-Leitão, 1940)
- Asarcus longipes Koch, 1839
- Asarcus passarellii (Mello-Leitão, 1941)
- Asarcus putunaberaba Yamaguti & Pinto-da-Rocha, 2009

## Publication originale
- C. L. Koch, 1839 : Die Arachniden: Getreu nach der Natur abgebildet und beschrieben., vol. 5, p. 1–158 (texte intégral).